# Pokrajinska velika loža
Pokrajinska velika loža ili velika pokrajinska loža je upravno tijelo srednje razine unutar strukture masonske velike lože koji povezuje masonske lože na području upravne jedinice: pokrajine, kotara (tzv. kotarska velika loža) ili na jednom metropolitanskom području (tvz. metropolitanska velika loža). Pokrajinskom velikom ložom upravlja pokrajinski veliki majstor.
Pokrajinske velike lože nalaze se unutar struktura Ujedinjene velike lože Engleske (80 tijela), Velike lože Škotske (58 tijela), Velike lože Irske (25 tijela), Nacionalne velike lože Francuske (37 tijela), Velikog orijenta Italije (17 tijela), Regularne velike lože Italije (14 tijela) te još nekoliko drugih.
Ujedinjena velika loža Engleske (UGLE) ima 48 pokrajinskih velikih loža (engl. Provincial Grand Lodges) području Velike Britanije te 32 kotarske velike lože u inozemstvu. Granice pokrajina otprilike su utemeljene na granicama starih engleskih grofovija. Najveća pokrajina je Pokrajinska velika loža Zapadnog Lancashirea, koja ima 342 lože. Najmanje pokrajine su Pokrajinska velika loža Jerseyja i Pokrajinska velika loža Guernseyja i Alderneyja, koje imaju po 11 loža. Kotarska velika loža (District Grand Lodge) je ekvivalent pokrajinske velike lože u inozemstvu.
S druge strane, Pokrajinska velika loža Kilwinning administrira samo jednu ložu, Matičnu ložu "Kilwinning" br. 0, zbog njezinog posebanog statusa unutar strukture Velike lože Škotske.
Regularna velika loža Italije ima 14 pokrajinskih velikih loža prema Ustavom određenim talijanskim regijama.
Velika pokrajinska loža Hrvatske je bila prva samostalna masonska uprava na području današnje Hrvatske formirana 1775. godine.